# Infrasystem
Ett infrasystem är benämningen på ett stort nätverk i samhället. Ett av de första infrasystemen var till exempel romartidens akvedukter.

## Exempel på infrasystem
- vattenledningar
- internet
- elnät